# Tiamilal
Il tiamilal è un barbiturico inventato negli anni '50. Ha effetti sedativi, anticonvulsivanti e ipnotici ed è usato come sedativo forte a breve durata d'azione. Il tiamylal è ancora in uso, principalmente per l'indurre l'anestesia chirurgica o come anticonvulsivante per contrastare gli effetti collaterali di altri anestetici. È l'analogo tiobarbiturico del secobarbital.